# Neile Adams
Neile Adams, nata Ruby Neilam Salvador Adams (Manila, 10 luglio 1932), è un'attrice e ballerina filippina naturalizzata statunitense.

## Biografia
Nata a Manila nel 1932, Neile Adams non conobbe mai il padre José Arrastia (di origini spagnole e bisnonno di Enrique Iglesias) e venne cresciuta dalla madre, la ballerina Carmen Salvador, di ascendenze tedesche e filippine. Durante la seconda guerra mondiale, la piccola Neile trascorse tre anni in un campo di concentramento giapponese e, in seguito, ancora adolescente, venne mandata in un convento di Hong Kong e successivamente in un collegio in Connecticut.
Iniziò la propria carriera artistica nei primi anni cinquanta come ballerina a New York. La sua bellezza classica, con i capelli scuri tagliati corti alla maschietta, e il suo talento di danzatrice le consentirono una rapida affermazione sulle scene di Broadway, dove recitò in Kismet e dove ebbe il ruolo di protagonista già al suo secondo musical, The Pajama Game, andato in scena nelle stagioni dal 1954 al 1956.

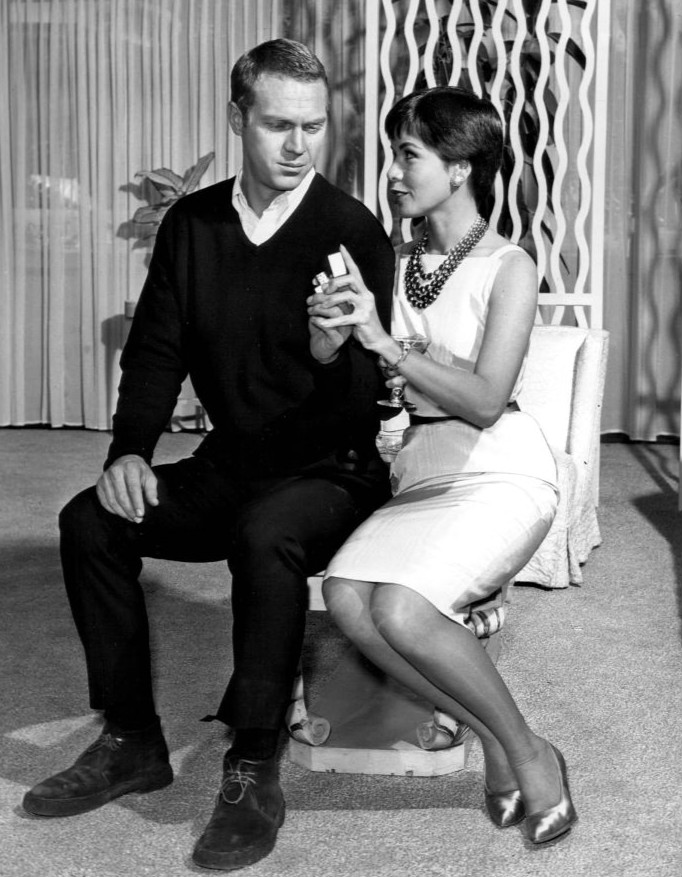
Neile Adams con Steve McQueen nel telefilm Alfred Hitchcock presenta (1960)

In quel periodo la Adams conobbe Steve McQueen, all'epoca giovane attore in cerca di affermazione sulle scene newyorkesi. Trasferitasi in California per recitare in un ruolo di coprotagonista nel film Questa notte o mai (1957), con Anthony Franciosa, Jean Simmons e Paul Douglas, il 2 novembre 1956 lei e McQueen si sposarono dopo tre mesi di fidanzamento a San Clemente, a sud di Los Angeles.
Dopo il matrimonio con McQueen, la Adams rallentò sensibilmente la propria attività artistica, comparendo negli anni successivi soltanto in alcune serie televisive, come Westinghouse Desilu Playhouse (1959), Undicesima ora (1964), L'ora di Hitchcock (1964) e Organizzazione U.N.C.L.E. (1965). Si rivelò al contempo una determinante artefice del successo di McQueen, che al suo fianco conquistò rapidamente la popolarità grazie alla serie televisiva Ricercato vivo o morto e si affermò definitivamente con il film I magnifici sette (1960), che gli diede la celebrità mondiale e lo avviò a diventare uno dei grandi miti del cinema americano. Dall'unione con McQueen nacquero due figli, Terry (1959-1998) e Chad (1960-2024), divenuto anch'egli attore.
La Adams e McQueen apparvero insieme in due puntate della serie televisiva Alfred Hitchcock presenta, entrambe prodotte nel gennaio 1960, One Grave Too Many e Man from the South. In quest'ultimo episodio, tratto da una novella di Roald Dahl e tra i più famosi della serie, la coppia recitò con Peter Lorre in un'avvincente storia nella quale un uomo mette in palio la sua nuova Cadillac contro il mignolo di un altro uomo, scommettendo che questi non riuscirà a far accendere per dieci volte consecutive un accendino. Subito dopo  sostenne un provino per entrare nel cast di West Side Story, ma la seconda gravidanza non le consentì di coltivare questa nuova chance di carriera.
Dopo le sporadiche apparizioni televisive della prima metà degli anni sessanta, la Adams non comparve sulle scene per diverso tempo. Il matrimonio con Steve McQueen, entrato in crisi alla fine del decennio, terminò con il divorzio nel 1972. Fu nello stesso anno che l'attrice riprese a recitare, tornando al cinema con il ruolo di Teddy, la moglie sordomuta del detective Steve Carella (Burt Reynolds) nel film ...e tutto in biglietti di piccolo taglio (1972), tratto da un romanzo di Ed McBain appartenente al filone poliziesco incentrato sulle vicende dell'87º Distretto. Nel corso degli anni settanta apparve inoltre in episodi di alcune serie televisive come Pepper Anderson agente speciale (1976), La donna bionica (1977), Agenzia Rockford (1978), Fantasilandia (1980), accreditata con il nome di Neile McQueen.
Memore del suo passato in produzioni musicali, lavorò inoltre nei teatri di Las Vegas dove, sul finire degli anni settanta, fu protagonista in una versione di Can Can e, nel 2000, di uno show personale a Londra. Nel 1980 sposò in seconde nozze Alvin Toffel, ex pilota da combattimento e allora presidente del Norton Simon Museum, museo d'arte di Pasadena. Il matrimonio durò fino alla morte di Toffel, avvenuta nel 2005.
Terry McQueen, primogenita della Adams e di Steve McQueen, morì il 19 marzo 1998, all'età di 38 anni, per le conseguenze di un'emocromatosi che le era stata diagnosticata fin dai tardi anni settanta.
Neile Adams è zia di Isabel Preysler, madre del cantante Enrique Iglesias.

## Filmografia

### Cinema
- Grubstake, regia di Larry Buchanan (1952)
- Questa notte o mai (This Could Be the Night), regia di Robert Wise (1957)
- ...e tutto in biglietti di piccolo taglio (Fuzz), regia di Richard A. Colla (1972)
- So Long, Blue Boy, regia di Gerald Gordon (1973)
- Chu Chu and the Philly Flash, regia di David Lowell Rich (1981)
- Buddy Buddy, regia di Billy Wilder (1981)

### Televisione
- Westinghouse Desilu Playhouse – serie TV, episodio 2x06 (1959)
- Five Fingers – serie TV, 1 episodio (1960)
- Alfred Hitchcock presenta (Alfred Hitchcock Presents) – serie TV, episodi 5x15-5x32 (1960)
- Undicesima ora (The Eleventh Hour) – serie TV, episodi 2x26-2x27 (1964)
- L'ora di Hitchcock (The Alfred Hitchcock Hour) – serie TV, episodio 2x26 (1964)
- Organizzazione U.N.C.L.E. (The Man from U.N.C.L.E.) – serie TV, episodio 1x17 (1965)
- Love, American Style – serie TV, episodio 4x13 (1972)
- Women in Chains, regia di Bernard L. Kowalski – film TV (1972)
- Pepper Anderson - Agente speciale (Police Woman) – serie TV, episodio 2x20 (1976)
- La donna bionica (The Bionic Woman) – serie TV, episodio 3x10 (1977)
- Operazione sottoveste (Operation Petticoat) – serie TV, episodio 1x16 (1978)
- Agenzia Rockford (The Rockford) – serie TV, episodio 4x19 (1978)
- Fantasilandia (Fantasy Island) – serie TV, episodio 4x07 (1980)
- Vega$ – serie TV, episodio 3x21 (1981)
- Hotel – serie TV, episodio 3x06 (1985)
- Tredicesimo piano: fermata per l'inferno (Nightmare on the 13th Floor), regia di Walter Grauman – film TV (1990)
- L'oro dei Blake (Death on the Money), regia di Mark Cullingham – film TV (1991)